# Neuendorf bei Elmshorn
|  | Per a altres significats, vegeu «Neuendorf». |

Neuendorf bei Elmshorn (en baix alemany Neendörp bi Elmshoorn) és un municipi de l'amt de Horst-Herzhorn al districte de Steinburg a Slesvig-Holstein a Alemanya. El 31 de desembre de 2011 tenia 882 habitants sobre una superfície de 15,78 km².
El poble es troba al maresme elbenc (Elbmarschen), al marge dret del Krückau i l'aiguabarreig amb l'Elba.

## Història

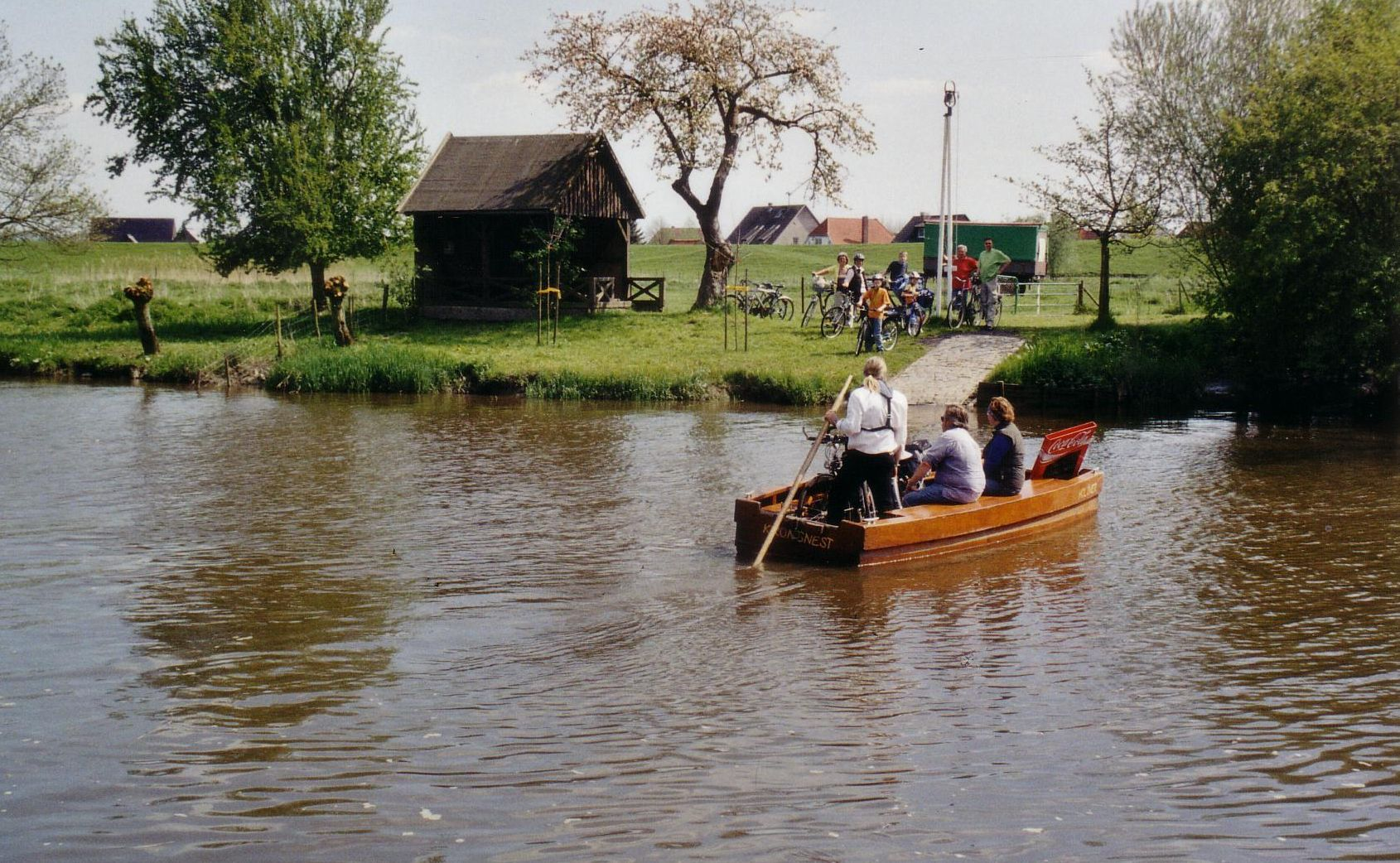
El pas de barca de Kronsnest

El Neen Dörp, baix alemany per a «poble nou» va crear-se després de les aigües altes majors del segle xiv i XV quan l'illa fluvial d'Alsfleth va submergir i els sobrevivents van cercar un assentament nou. El primer esment escrit Nyendorpe data del 1463, quan és mencionat com una de les cinc parròquies de la vegueria de Haseldörp.
El pas difícil al maresme amb els seus múltiples priels, wetterns, aiguamolls va fer que els pobles van quedar estalviats de les batalles medievals. El 1576 es menciona per a la primera vegada el Pas de barca de Kronsnest cap a Seestern a la riba oriental del Krückau, el que és una indicació que Neendörp es trobava a una ruta comercial important.
Aquesta situació tranquil·la va canviar quan el bastió de Glückstadt va ser creat el 1616 per Cristià IV de Dinamarca i que el sistema de dics i de desguàs per crear pòlders protegits de l'aigua alta va ser millorat. Durant la Guerra dels Trenta Anys el poble va ser saquejat per les tropes de Joan t'Serclaes de Tilly i Albert de Wallenstein. L'església del 1504 i quasi totes les masies van incendiar-se. El 1629 la població va retornar i començar la reconstrucció. Amb poca fortuna, com que el 1643 va ser víctima de la guerra franco-sueca i el maig 1657 de la Guerra del Nord. Després va ser deixat en pau als conflictes bèl·lics europeus. Molts edificis històrics que daten del segle xviii i enllà continuen fent l'encant del poble.
Nuclis
Kronsnest, Moorhusen, Dorfreihe, Kirchdorf (Karkdörp), Lühnhüserdeich, Datendorf (Datendörp), Fleien, Kuhle, Bauerweg, Dünnenreihe

## Economia
L'activitat més important des de sempre ha estat l'agricultura. Recentment s'hi ha afegit el turisme. La despoblació progressiva va fer desaparèixer un darrere l'altre els serveis de proximitat, només queda una botiga d'alimentació, una fleca i un alberg. Queden 15 masos, especialitzats en ramaderia, conreu i en menor mesura fruticultura. Del 2006 al 2011 el poble va perdre 31 habitants (3,4%).

## Llocs d'interès
- El Pas de barca de Kronsnest: el bac més petit d'Alemanya i l'únic a Slesvig-Holstein amb propulsió manual
- L'església de la Trinitat (1504)
- Els senders per a vianants lents al Reetkuhle i al marge de l'Elba i del Krückau
- Les masies antigues d'entramat de fusta